# Emil Schipper

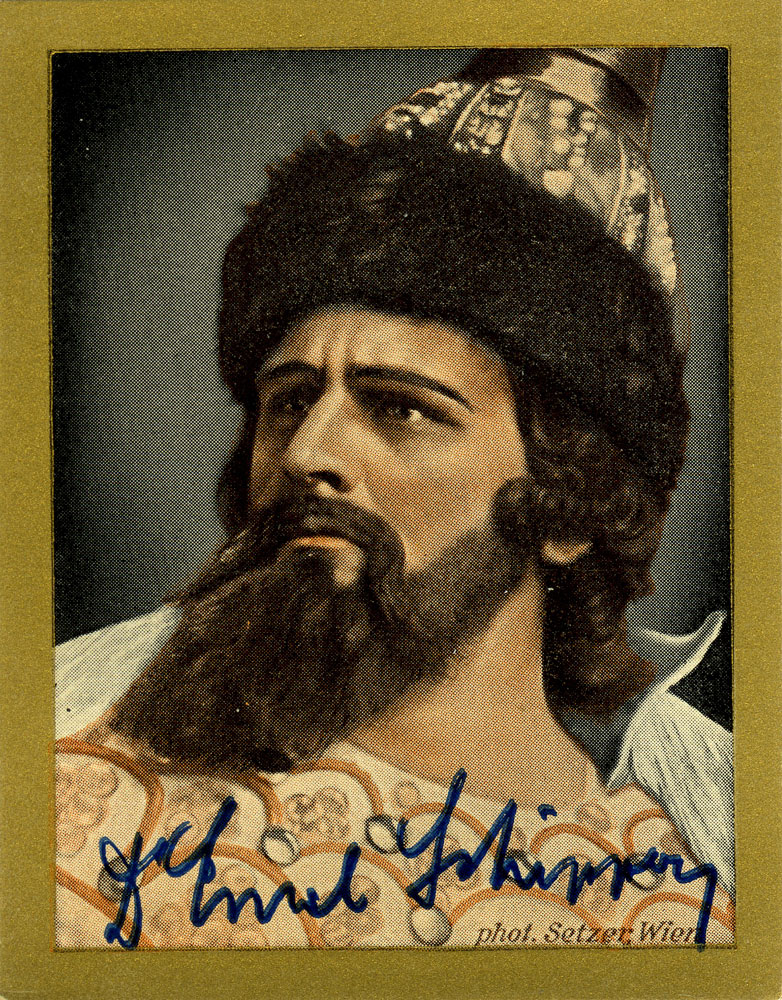
Emil Schipper. Sammelbild aus der Serie Bühnenstars und ihre Autogramme

Emil Reinhard Zacharias Schipper (* 19. August 1882 in Wien; † 20. Juli 1957 ebenda) war ein österreichischer Opernsänger (Bariton).

## Leben
Nach absolviertem Jus-Studium bildete Emil Schipper seine Stimme in Mailand aus. Er debütierte 1904 am Prager Deutschen Theater mit Telramund, 1911 am Stadttheater Linz. Von 1912 bis 1915 sang er an der Volksoper. Nach einer Saison an der Wiener Hofoper im Jahr 1915 sang er von 1916 bis 1921 an der Hof- bzw. Staatsoper München. Von 1921 bis 1938 war er Mitglied der Wiener Staatsoper. Er sang insbesondere alle einschlägigen Wagner-Partien. Auch trat er ab 1930 bei den Salzburger Festspielen auf und unternahm in Europa, Nord- und Südamerika Gastspielreisen.
Er war mit der Sängerin Maria Olszewska verheiratet. Die Ehe wurde geschieden.

## Auszeichnungen
- Verleihung des Berufstitels Kammersänger